# Cornelia-Katrin von Plottnitz
Cornelia-Katrin von Plottnitz (* 19. Juni 1943 in Frankfurt am Main), geborene Walz, ist eine ehemalige Lehrerin, Autorin, Theaterregisseurin und Stadträtin im Magistrat von Frankfurt am Main.

## Privater und beruflicher Werdegang
Cornelia-Katrin Walz wuchs im Frankfurter Stadtteil Höchst auf. Sie besuchte dort zwischen 1950 und 1954 die Grundschule, danach die Helene-Lange-Schule. Nach dem Abitur 1963 studierte sie Anglistik und Germanistik an der Johann-Wolfgang-Goethe-Universität Frankfurt am Main und der Albert-Ludwigs-Universität Freiburg und schloss mit dem Ersten Staatsexamen ab. Nach dem Zweiten Staatsexamen wurde sie der Helmholtzschule im Frankfurter Ostend zugeteilt. 1973 wurde sie zur Studienrätin ernannt, 1977 zur Oberstudienrätin.
Cornelia-Katrin von Plottnitz war mit dem Rechtsanwalt und Politiker Rupert von Plottnitz verheiratet. Seit den frühen 1990er Jahren war sie mit dem 2016 verstorbenen Atomforscher und Umweltaktivisten Klaus Traube liiert.
Im Jahr 1990 gründete sie die „Ludwig-Meidner-Gesellschaft“, um an das nahezu vergessene Werk des Künstlers zu erinnern. Die Gesellschaft arbeitet an einer Katalogisierung des Gesamtwerks von Ludwig Meidner. Ihr ist es gelungen, dass dessen erhaltener Nachlass dem Jüdischen Museum Frankfurt übergeben wurde.
Von 1992 bis 1993 war sie Mitglied der staatlichen Planungsgruppe für die Integrierte Gesamtschule Nordend. Im Anschluss wurde von Plottnitz an das Hessische Institut für Bildungsplanung und Schulentwicklung nach Wiesbaden abgeordnet, wo sie von 1993 bis 1995 tätig war. Von 1995 bis zum Jahr 2000 wurde sie an das Pädagogische Institut Frankfurt berufen, wo sie mit der Einrichtung der Arbeitsstelle „Erziehung zur Gleichberechtigung“ befasst war.
Im Jahr 1997 wurde von Plottnitz Mitglied des Magistrats der Stadt Frankfurt am Main und war dort bis 2016 ehrenamtliche Stadträtin für die Fraktion von Bündnis 90/Die Grünen.
Im Jahr 2000 wurde sie als Lehrerin in den vorzeitigen Ruhestand versetzt. Gleichwohl blieb von Plottnitz aktiv und führte die Betreuung der Theater-AG an der Helmholtzschule ehrenamtlich weiter. Darüber hinaus übernahm sie die Leitung des Jugendtheaters tadhsch-gallus im Gallus-Theater, wo sie auch als Regisseurin des Jugendensembles wirkte.

## Werke
- Ulrike Ladnar, Cornelia-Katrin von Plottnitz (Hrsg.): „Fachsprache der Justiz“. Ein Arbeitsbuch für den Deutschunterricht und die Gemeinschaftskunde auf der Oberstufe (Kollegstufe). Diesterweg, Frankfurt am Main, Berlin, München, 1976, ISBN 3-425-06256-5.
- Kirsten Bergerhoff, Marianne Geib, Cornelia-Katrin von Plottnitz: Kraftproben. Das Lehrer-Schüler-Spiel. 1983.
- Sigyn Böhmer, Anneliese Dick, Cornelia-Katrin von Plottnitz: „Aus Kindern werden Leute - aus Mädchen werden Bräute“. Mädchensozialisation in der Nachkriegszeit und in den 1950er Jahren. Vorschläge und Materialien für den Deutsch-, Geschichts- und Sozialkundeunterricht in den Jahrgangsstufen 9/10. Hessisches Institut für Bildungsplanung und Schulentwicklung, Wiesbaden 1993, ISBN 3-88327-298-1.
- Gerlinde Hochstätter, Cornelia-Katrin von Plottnitz: „Multikulturelle Schule – eine Ideologie?“ Konsequenzen der Einwanderung für die Schule. 1993.
- Cornelia-Katrin von Plottnitz: „Wärmetod“. Bericht über einen Versuch, mit Jugendlichen Gewalt im Theater darzustellen. 1994.
- Cornelia-Katrin von Plottnitz: Ludwig Meidner 1884-1966, Kneipe und Café: Aquarelle – Zeichnungen – Druckgrafik. Ausstellung im Stadtmuseum Hofheim am Taunus, 4. November 1994 - 8. Januar 1995. Stadt Hofheim am Taunus, 1994, ISBN 3-933735-02-5.

## Audio on Demand
- „Am Tisch mit Katrin von Plottnitz“, Hörfunksendung aus: hr2 Doppel-Kopf, Hessischer Rundfunk vom 12. April 2011 auf: podcast.de (40:32 Min.)